# Визбули
Визбули (латыш. Vizbuļi) — микрорайон Даугавпилса. Находится в западной части города и относится к правобережным районам наряду с другими: Центр, Эспланада, Новый Форштадт, Старый Форштадт (Старый Город), Средняя Погулянка, Крепость, Межциемс, Новое строение, Посёлок химиков, Новые Стропы, Старые Стропы, Крыжи, Ругели, Черепово, Гаёк.

## История
Изначально был поселком с 30 улицами и 2 государственными и 302 частными домами, в которых проживали 2200 жителей. Расположен вблизи мест массовых расстрелов евреев во время Холокоста. Рядом были небольшие озерки евтрофного типа. Впоследствии он стал садоводческим кооперативом, а затем микрорайоном.